# ميكويان
ميكويان، ميكويان - جوريفيتش سابقا، (روسية: Микоян-Гуревич) عرفت اختصارا باسم ميج (روسية: МиГ) هو مكتب روسي لتصميم الطائرات العسكرية (الطائرات المقاتلة بشكل أساسي)، كان مكتبا سوفييتيا أسسه أرتم إيفانوفيتش ميكويان وميخائيل جوريفيتش واسموه ميكويان - جوريفيتش «ميج». وبعد وفاة ميكويان أصبح اسم الشركة ميكويان وإن ظل الاختصار باسم ميج.
خلال تاريخه الطويل، صمم مكتب ميكويان الهندسي أكثر من 450 مشروع طائرة مقاتلة، نفذ منها 127 كنماذج تجريبية فيما دخلت 64 خطوط الإنتاج، خلال هذه السنوات أنتجت المصانع السوفييتية والروسية أكثر من 60,000 طائرة من عائلة ميج صدر منها أكثر من 11,000 لبلدان في جميع أنحاء العالم.
تخطط الحكومة الروسية لدمج ميكويان مع إليوشن، سوخوي، توبوليف وشركات الصناعات الجوية الروسية الأخرى في شركة ضخمة واحدة تحت مسمى الشركة المتحدة لصناعة الطائرات.

## قائمة بطائرات الميج

### أنتجت
- ميج 1، 1940
- ميج 3، 1941ميج 3
- ميج 7، 1944
- ميج 9، 1947ميج 15

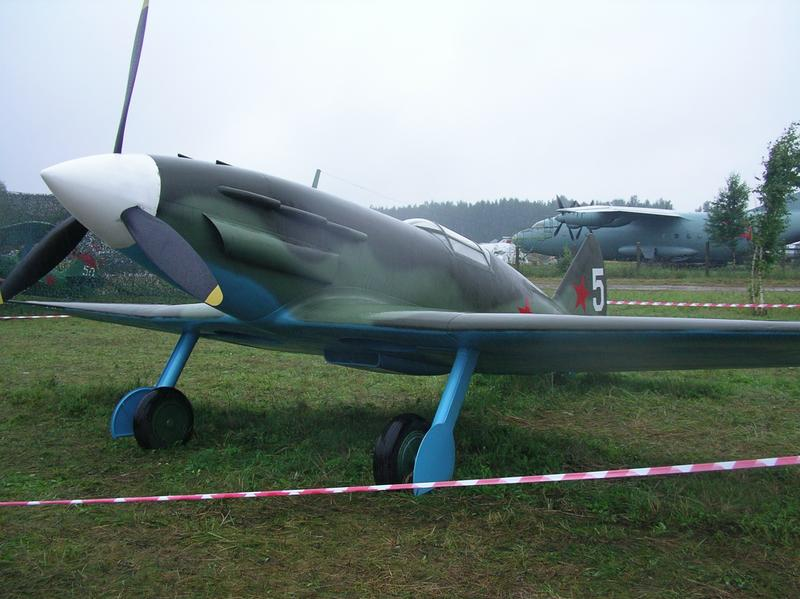
ميج 3

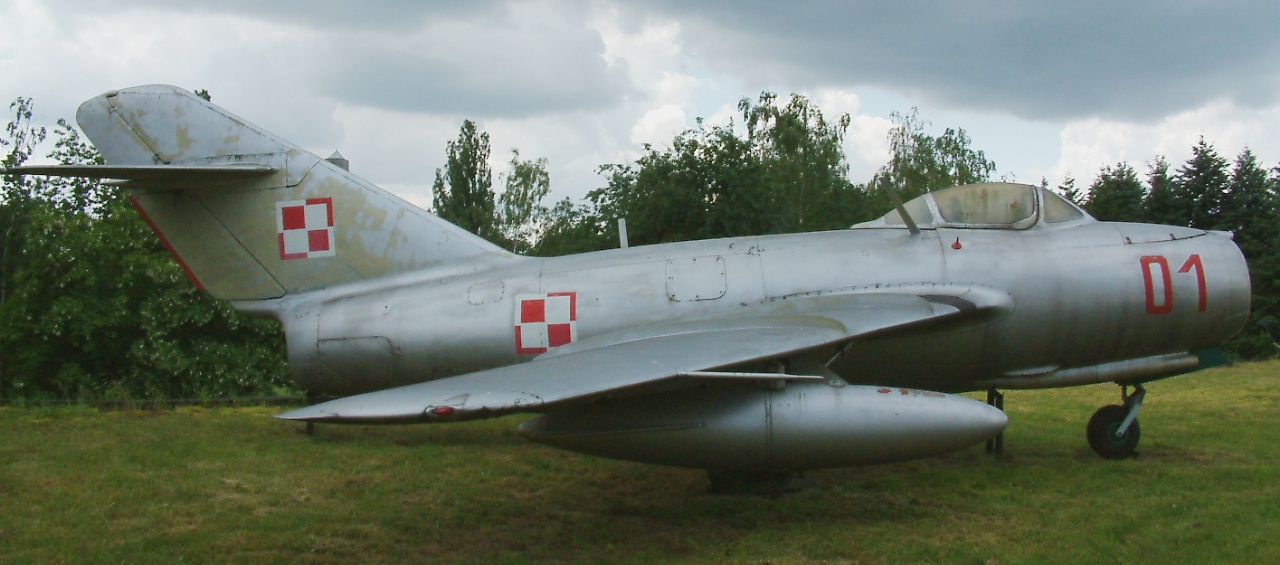
ميج 15

- ميج 15، 1948 مواجهة للإف 86 الأمريكية
- ميج 17، 1954
- ميج 19، 1955 أول طائرة فوق صوتية للميجميج 21

ميج 21

- ميج 21، 1960 مواجهة إف - 4 فانتوم الثانية الأمريكية
- ميج 23، 1970
- ميج 25، 1970 اعتراضية تحلق حتى ماخ 3
- ميج 27، 1975 طائرة للهجوم الأرضى مطورة من الميج 23
- ميج 29، 1983 مكافئة ل إف-18 وإف-16 الأمريكيتين.ميج 29
- ميج 31، 1983 مطورة من الميج 25

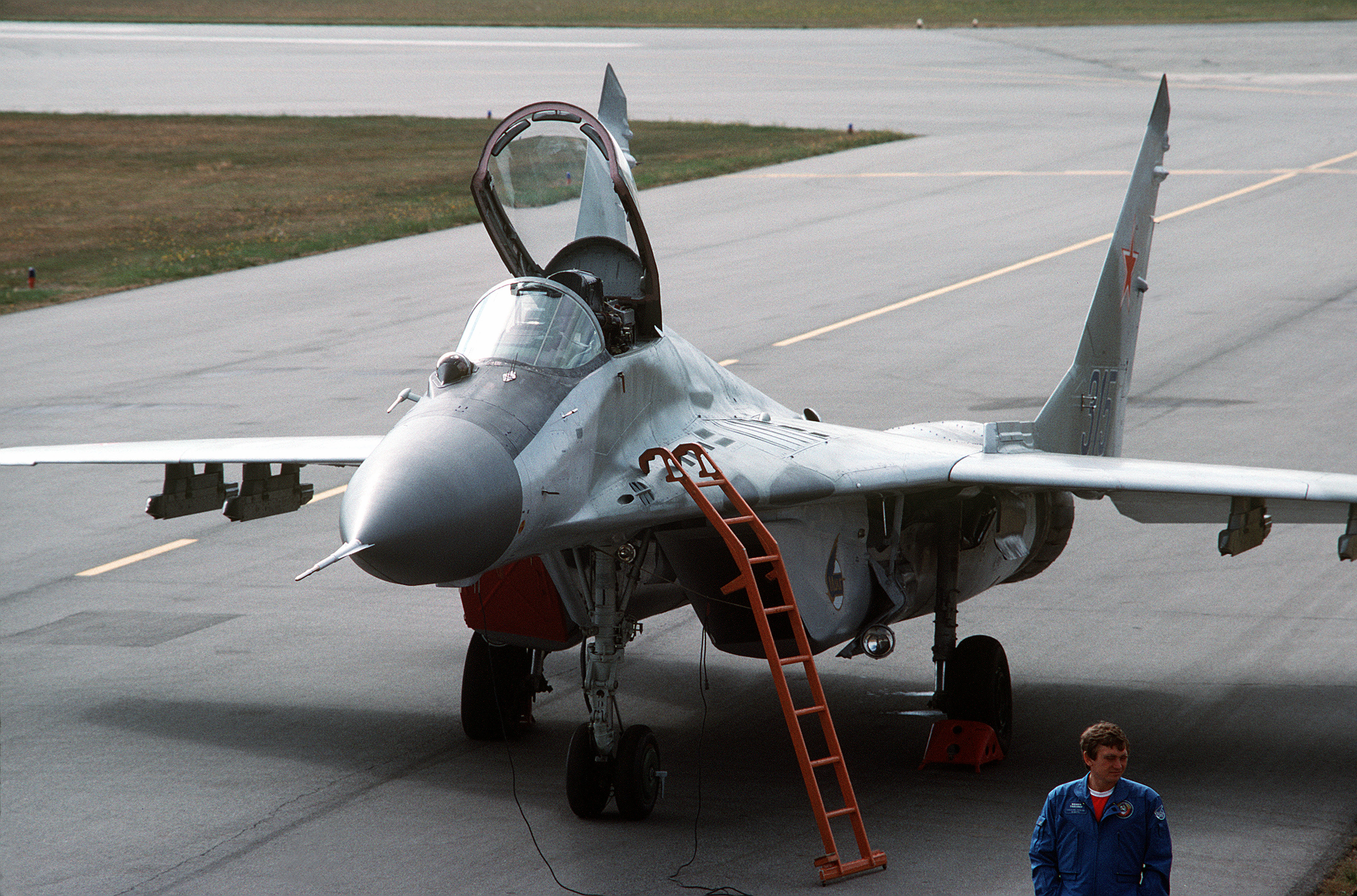
ميج 29

- ميج 33، 1989 نسخة مطورة من الميج 29 معروفة أيضا باسم ميج-29 إم
- ميج 35، 2005

### تجريبية
- ميج 5 (ميج دي.أي.إس)، 1942
- ميج 8 1945
- ميج 13، 1945
- ميج 1270 1946
- ميج أت 1992
- ميج 110 1995

## وصلات خارجية
الوصلات بالإنجليزية.
- Migavia.ru الموقع الرسمي لشركة ميكويان.